# 南非快運航空
南非快運航空（英語：South African Express）是一間南非的航空公司，為南非航空的全資子公司，於1994年4月24日開始服務。

## 代號資料

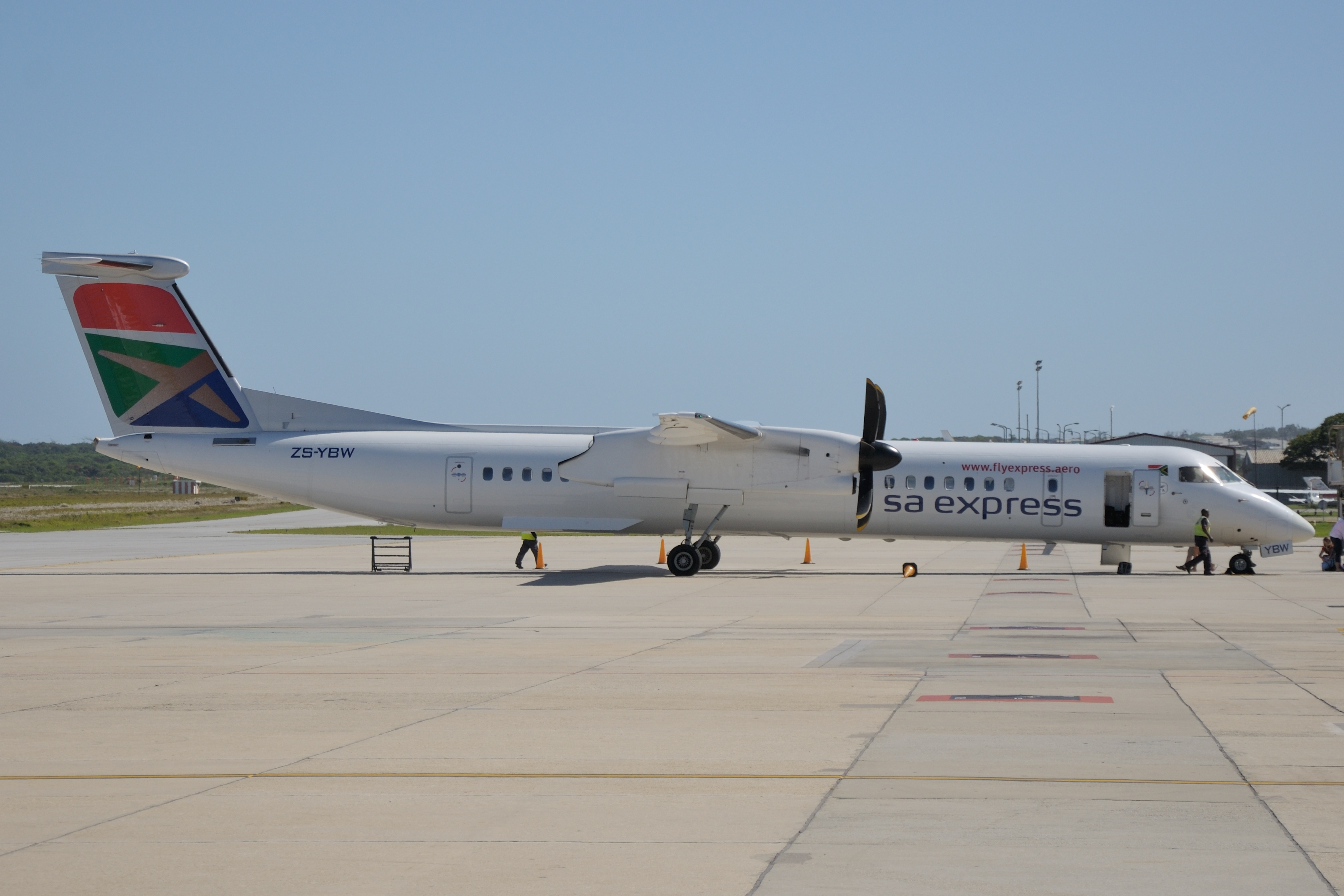
Q400

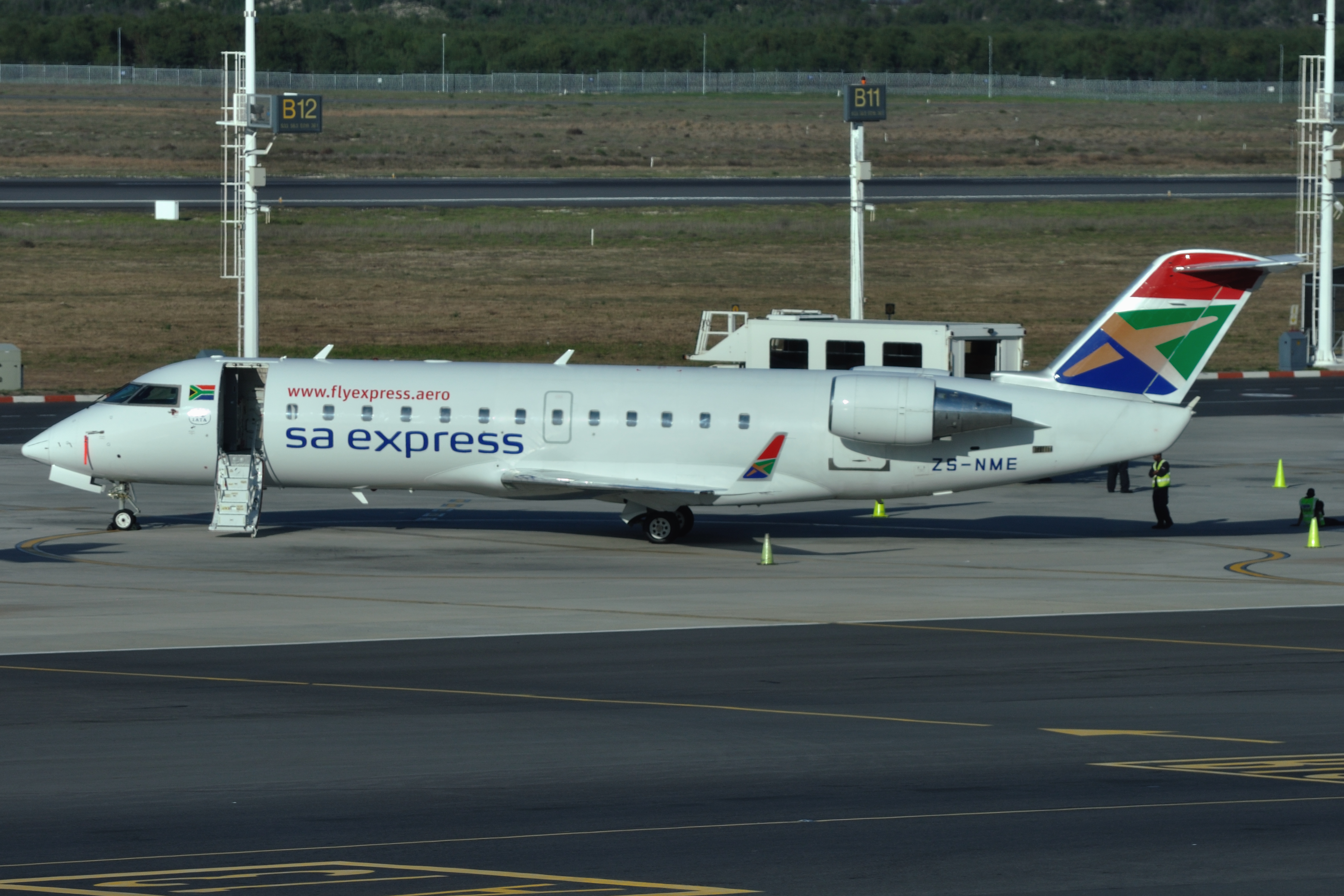
CRJ200 ER

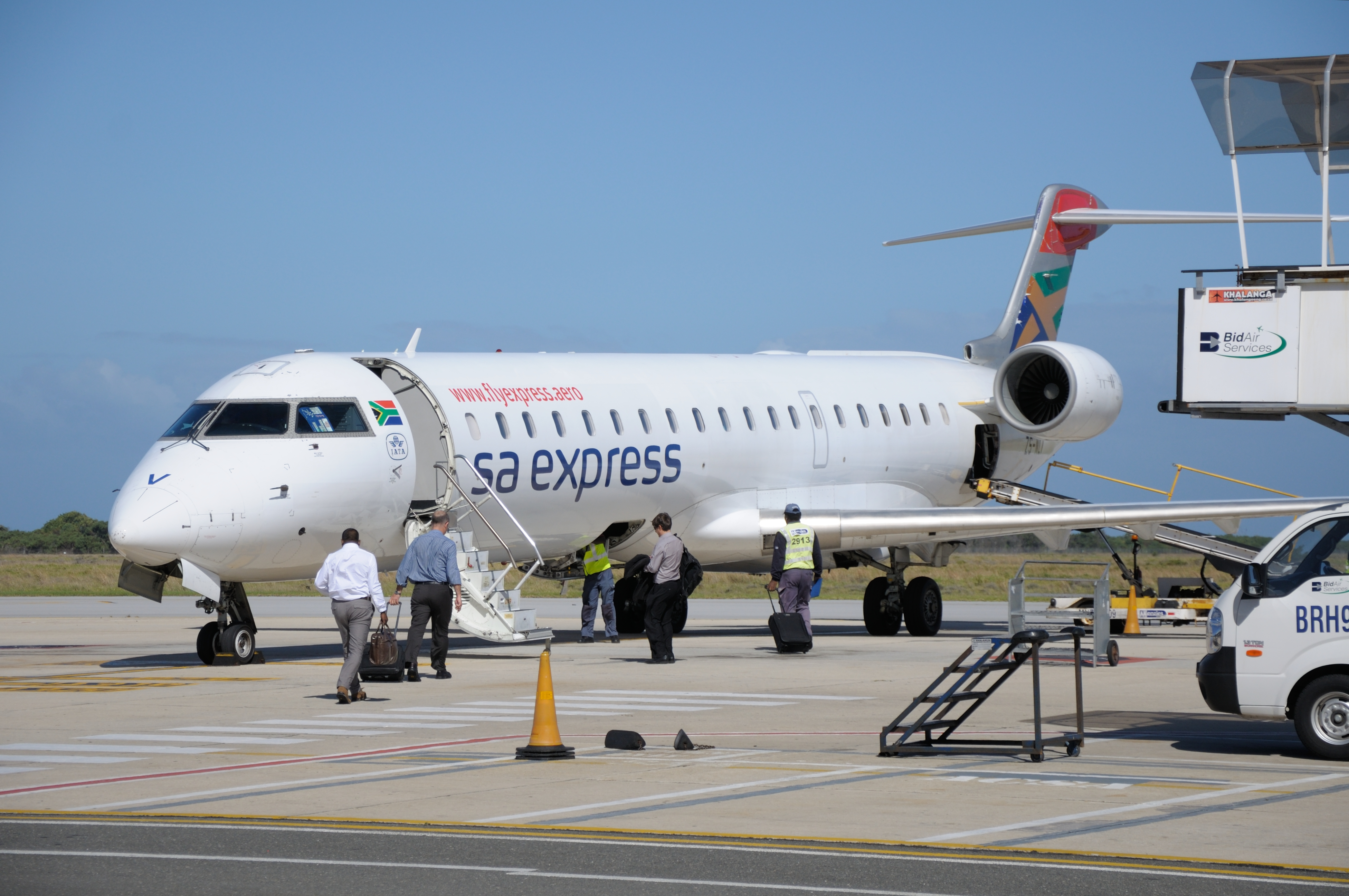
CRJ700

- IATA: YB
- ICAO: EXY
- 呼號: EXPRESSWAYS[1]

## 航線
以下是南非快運航空的航線（2008年1月）
- 開普敦至布隆方丹，東倫敦，馬普托，伊麗莎白港，沃爾維斯灣和溫得和克。
- 約翰內斯堡至布隆方丹，東倫敦，哈博羅內，喬治， Hoedspruit ，金伯利，盧本巴希，內爾斯普雷特（克魯格姆普馬蘭加） ，裡查茲貝，維多利亞瀑布（津巴布韋） ，沃爾維斯灣和溫得和克。
- 德班至東倫敦和伊麗莎白港。

## 機隊
以下是南非快運航空的機隊（2020年2月）：
- 10架龐巴迪 CRJ 200ER
- 4架龐巴迪 CRJ 700
- 10架龐巴迪 Dash-8 Q400

## 備註
1. 1 2  航空公司代號

## 外部連結
- 官方網站（页面存档备份，存于）